# جری کارنس
جری کارنس (انگلیسی: Jerry Cornes; ۲۳ مارس ۱۹۱۰ – ۱۹ ژوئن ۲۰۰۱) ورزشکار دو و میدانی اهل بریتانیا بود.